# Жартас (Карагандинский сельский округ)
Жартас (каз. Жартас) — село в Абайском районе Карагандинской области Казахстана. Административный центр Карагандинского сельского округа. Находится примерно в 14 км к западу от районного центра, центра города Абай. Код КАТО — 353259100.

## История
Село Жартас образовано в 1961 году и является центром Карагандинского сельского округа, Абайского района, Карагандинской области. Находится в 47 км от областного центра города Караганды и 17 км от районного центра города Абай. В округ входят сёла: Восход, Каракога, Поливное, Жартас. 
На территории села Жартас располагалось ЦПО – центральное производственное отделение Карлага, репрессированные заключённые занимались выращиванием овощей, картофеля, был разбит фруктовый сад, руками заключённых посажены лесопосадки, так же проведена уникальная оросительная система для полива сельскохозяйственных культур – от Жартасского водохранилища вода подавалась самотёком без принудительной помощи перекачивающих станций и насосов.
В современное время на территории села располагается мемориал памяти жертв Политических репрессий «Мамочкино кладбище», где похоронены дети репрессированных заключённых. 

## Население
В 1999 году население села составляло 1497 человек (682 мужчины и 815 женщин). По данным переписи 2009 года, в селе проживали 1483 человека (720 мужчин и 763 женщины). В настоящее время в округе проживает 589 семей с населением 1776 человек, по национальному составу: казахи — 9 %, украинцы — 14 %, белорусы — 8 %, немцы — 3 %, татары — 5 %,  башкиры – 2 %, литовцы – 1 %, русские — 49 %, другие национальности — 9 %.